# Overvægt
Overvægt er en tilstand, hvor kroppen har mere kropsfedt end det anses for sundt. At være overvægtig er almindeligt, hvor fødevarerne er rigelige og livsstilen er stillesiddende.
I 2003 nåede overvægt epidemiske proportioner globalt med mere end 1 milliard voksne overvægtige eller fede. I 2013 steg tallet til mere end 2 mia. Der er observeret stigninger i alle aldersgrupper.
En sund krop kræver et minimum af fedt for at hormonelle, formerings- og immunsystemer som termisk isolering, stødabsorption for følsomme områder og energi fungerer, som de skal. Men for meget opbevaringsfedt kan svække bevægelse, fleksibilitet og ændre kroppens udseende.

## Klassifikation
Graden for overvægt er generelt angivet af body mass index (BMI). Overvægt er defineret som et BMI på 25 eller mere, og det omfatter både præ-fedme defineret som et BMI mellem 25 og 30 og fedme som defineret af et BMI på 30 eller mere.
- BMI = 25-30: Overvægt eller moderat overvægt

- BMI = 30-35: Fedme klasse I eller svær overvægt

- BMI = 35-40: Fedme klasse II, svær fedme eller svær overvægt

- BMI > 40: Fedme klasse III, ekstrem fedme eller svær overvægt

Præ-fedme og overvægtige bruges dog ofte synonymt, hvilket giver overvægt en fælles definition af et BMI på mellem 25 og 30. Der er dog flere måder at måle mængden af fedtstoffer eller fedt i en krop.
- Body Mass Index

Body Mass Index (BMI) er et mål for vægt under hensyntagen til personens højde. Det er givet ved følgende formel: BMI er lig med en persons vægt (masse) i kilo divideret med kvadratet af personens højde i meter. Enhederne er derfor kg/m2, men BMI-målinger anvendes og skrives typisk uden enheder.
BMI giver et langt mere præcist mål af kropsfedtindhold end en persons vægt. Det er kun moderat korreleret med fedtprocent og kropsfedtmasse (R2 på 0,68). Det tager ikke højde for visse faktorer som muskelmasse, fedtmasse, knoglemasse eller graviditet; BMI er imidlertid en god afspejling af gruppers vægtforhold, så længe disse grupper består af voksne mennesker.
- Kropsvolumenindeks/Bode volume index

Body Volume Index (BVI) blev udtænkt i 2000 som en computermåling af menneskekroppen for fedme og et alternativ til BMI
BVI bruger 3D-software til at skabe et nøjagtigt billede af en person, så BVI kan skelne mellem mennesker med samme BMI-rating, men som har en anden form og vægtfordeling.
BVI måler hvor vægt og fedt er placeret på kroppen snarere end totalvægt eller totalt fedtindhold og lægger vægt på, om fedtet sidder  om maven, almindeligvis kendt som central fedme. Der har været en konsensus i de senere år om, at abdominal fedt og vægt omkring maven udgør en større sundhedsrisiko.
- Simpel vejning

Vægt måles og sammenlignes med en anslået idealvægt. Det er den nemmeste og mest almindelige metode, men den mindst nøjagtige, da den kun måler vægt og ofte ikke tager højde for højde, kropstype og muskelmasse .
- Fedttang

Huden på flere specifikke punkter på kroppen trykkes sammen og tykkelsen af den resulterende fold måles. Det måler tykkelsen af de fedtlag, der ligger under huden, hvorfra en generel måling af den samlede mængde fedt i kroppen beregnes. Denne metode kan være rimeligt nøjagtig for mange, men det forudsætter bestemte fedtfordelingsmønstre over kroppen - som ikke gælder for alle og ikke tager højde for fedtaflejringer, der ikke ligger direkte under huden. Da måling og analyse generelt indebærer en høj grad af praksis og fortolkning, kræver det, at en professionel måler. Det kan normalt ikke gøres af patienterne selv.
- Bioelektrisk impedansanalyse

En svag elektrisk strøm går gennem kroppen for at måle dens elektriske modstand. Da fedt og muskler leder elektricitet forskelligt, kan denne metode give en direkte måling af kroppens fedt i forhold til muskelmasse. Tidligere kunne denne teknik kun udføres af fagfolk med specialudstyr, men det er nu muligt at købe testtasker til hjemmet, så folk kan gøre det selv med et minimum af træning. Alligevel kan en række faktorer påvirke resultaterne, herunder hydrering og kropstemperatur.
- Hydrostatisk vejning

Hydrostatisk vejning betragtes som en af de mere præcise metoder til måling af kropsfedt. Teknikken indebærer fuldstændig nedsænkning i vand, med specielt udstyr til måling af vægten i vandet. Vægten sammenlignes med "tørvægten" for at bestemme den samlede kropstæthed. Da fedt er mindre tæt end muskler, kan en omhyggelig anvendelse af denne teknik give et rimeligt gæt på fedtindholdet i kroppen. Denne teknik kræver dog dyrt specialudstyr og fagfolk.
- Dual-energi røntgenabsorptiometri (DEXA)

DEXA-billeddannelsen blev udviklet til måling af knogletæthed og bruges til at bestemme kropsfedtindholdet præcist ved at bruge tætheden af forskellige kropsvæv til at vise, hvor der er fedt. Denne test anses generelt for meget præcis, men kræver meget dyrt medicinsk udstyr og fagfolk.
Den mest almindelige metode er BMI. Definitionen af, hvad der anses for overvægt, varierer efter etnicitet. Den nuværende definition foreslået af US National Institutes of Health (NIH) og Verdenssundhedsorganisationen (WHO) udpeger hvide, latinoer og sorte med et BMI på 25 eller mere som overvægtige. For asiater er overvægt et BMI mellem 23 og 29,9 og fedme for alle grupper er et BMI på 30 eller mere.
BMI regner dog hverken med ekstremer af muskelmasse, nogle sjældne genetiske faktorer, de meget unge og nogle få andre individuelle variationer. Det er muligt at have overskydende kropsfedt med et BMI på mindre end 25 , mens andre kan have et BMI, som er signifikant højere uden at falde ind under denne kategori. Nogle af de ovennævnte metoder til bestemmelse af kropsfedt er mere præcise end BMI, men er også mere komplekse.
Hvis en person er overvægtig og har overskydende kropsfedt kan det skabe eller medføre sundhedsrisici. Rapporter viser imidlertid, at de let overvægt til lidt overvægt (BMI mellem 24 og 31,9) kan være gavnligt, og at personer med BMI mellem 24 og 31,9 kunne leve længere end normalvægtige eller undervægtige.

## Sundhedseffekter
Mens de negative sundhedseffekter forbundet med fedme accepteres inden for det medicinske samfund, er sundhedsmæssige konsekvenser af overvægt-kategorien mere kontroversielle. Den almindeligt accepterede opfattelse er, at overvægt giver tilsvarende sundhedsproblemer som fedme, men i mindre grad. En litteraturgennemgang fra 2016 vurderede, at risikoen for død øges med syv procent blandt overvægtige med et BMI på 25 til 27,5 og 20 procent blandt overvægtige med et BMI på 27,5 til 30. Framinghams hjerteundersøgelse viste, at hvis man var overvægtig ved 40-års alderen reduceredes den forventet levetid med tre år. At være overvægtig øger også risikoen for oligospermi og azoospermi hos mænd.
Katherine Flegal med flere fandt dog, at dødeligheden for dem, der er klassificeret som overvægtige (BMI 25 til 30), kan være lavere end for dem med en "ideel" vægt (BMI 18,5 til 25), idet man bemærker, at mange studier viser, at den laveste dødelighed er ved et BMI tæt på 25.
At være overvægtig er blevet identificeret som en årsag til kræft, og det forventes at overstige rygning som den primære årsag til kræft i udviklede lande, da tilfælde af rygerelateret kræft er i fald.
Psykologisk velvære er også i fare hos den overvægtige på grund af social diskrimination. Dog er børn under otte år normalt ikke påvirket.[kilde mangler]
Overvægt har vist sig ikke at øge dødeligheden hos ældre: i en undersøgelse af 70 til 75 årige australiere var dødeligheden lavest for "overvægtige" (BMI 25-30), mens en undersøgelse af koreanere fandt, at blandt dem, der begyndte i alderen 65 eller mere, var en stigning i BMI til over 25 ikke forbundet med øget risiko for død.

## Årsager
At være overvægtige skyldes indtagelsen af flere kalorier end dem, der bruges ved bevægelse og dagligdags aktiviteter. Faktorer, som kan bidrage til denne ubalance, omfatter:
- Alkoholisme
- Spiseforstyrrelser (som nervøs tvangsspisning)
- Genetisk prædisponering[18]
- Hormonelle ubalancer (fx hypothyroidisme )
- Utilstrækkelig søvn eller dårlig søvnkvalitet
- Begrænset motion og en stillesiddende livsstil
- Dårlig ernæring
- Metabolske lidelser, som kunne være forårsaget af gentagne forsøg på at tabe sig (vægtcyklen)
- Overspisning
- Psykotropisk medicin (fx olanzapin )
- Rygestop og anden stimulerende tilbagetrækning
- Stress

Patienter, der har insulinafhængig diabetes og kronisk overdoserer insulin, kan muligvis opleve en vægtøgning, mens de, der allerede er overvægtige, kan udvikle insulintolerance og i det lange løb udvikle type II-diabetes.[kilde mangler]

## Behandling
De sædvanlige behandlinger for overvægtige er kost og fysisk aktivitet. Diætister anbefaler generelt at spise flere afbalancerede måltider spredt over dagen med en kombination af progressiv, primært aerob fysisk træning.
Disse generelle behandlinger afhjælper de fleste tilfælde af fedme og er almindelige på alle niveauer af overvægt.

### Ozempic, Wegovy og Rybelsus
En høj dosis af semaglutid (lægemidlerne Ozempic, Wegovy og Rybelsus fra Novo Nordisk) finder udbredt anvendelse til langsigtet vægtkontrol hos voksne med fedme eller overvægt. I Danmark blev der fra juli til september (2022) udskrevet knap 69.000 pakker med Ozempic, hvilket er en enorm stigning fra tidligere og kaldes for et paradigmeskift i fedmebehandlingen.
I USA er efterspørgslen så stor, at Novo Nordisk i 2023 ikke kan efterkomme efterspørgslen.

## Epidemiologi
Næsten to milliarder mennesker verden over betragtes som overvægtige, og der er mere end 600 millioner mennesker med fedme.
64% af USA's voksne befolkning betragtes som enten overvægtige eller fede, og denne procentdel er steget i løbet af de sidste fire årtier. I Danmark betragtes 51 % af befolkningen som overvægtige, hvilket er en stigning på cirka 9 % siden 2010. Blandt danske mænd betragtes 57,7 % som overvægtige, hvor en stigning ses især efter 35 år, hvor der generelt er mellem 60 og 70 % der er overvægtige. For kvinder er tallet 44,4 %, og efter 35 år ligger tallet generelt mellem 45 og 53 %. I 2022 begynder den danske befolkning med 18,5% svært overvægtige hastigt at ligne den amerikanske befolkning.